# 波涅茨

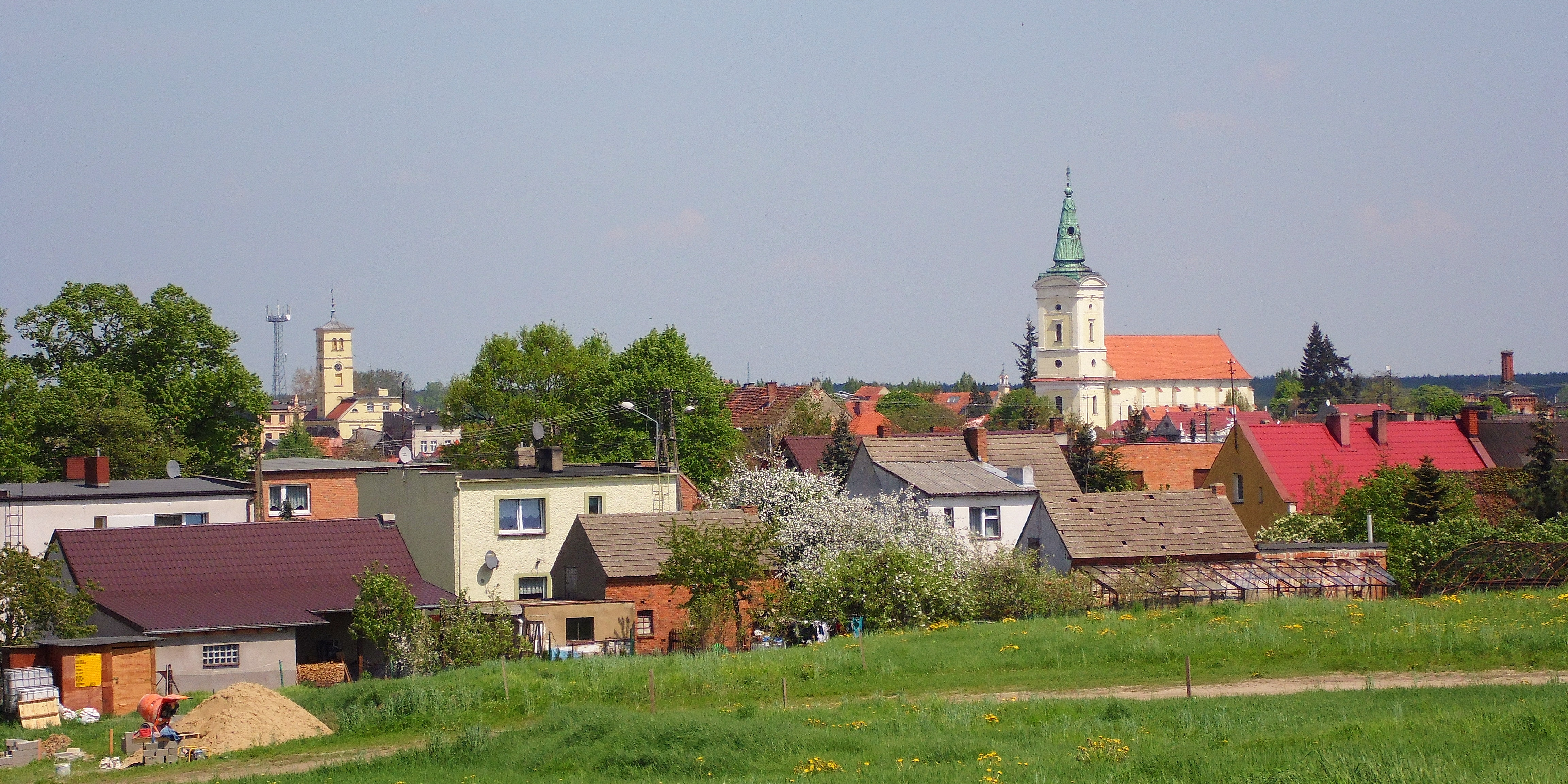

波涅茨是波蘭的城鎮，位於該國西部，距離戈斯滕20公里，由大波蘭省負責管轄，面積3.54平方公里，鎮上的大會堂於1843年10月15日啟用，2006年人口2,875。

## 外部連結
- Official Poniec website （页面存档备份，存于）

51°46′N 16°48′E / 51.767°N 16.800°E